# Psari (Arcadia)
Psari  este un oraș în Grecia în Prefectura Arcadia.